# Hours Tour
Hours Tour — турне британского рок-музыканта Дэвида Боуи, включавшее несколько концертных выступлений, а также многочисленные выступления на телевидении в поддержку альбома ‘hours…’ 1999 года. Гастроли стартовали 9 октября 1999 года концертом в Нью-Йорке, финальное шоу было отыграно в Копенгагене 7 декабря. Во время турне активно записывался концертный материал, ряд песен были выпущены в качестве би-сайдов к синглам. Также было издано несколько альбомов — Something in the Air (Live Paris 99) и The Kit Kat Klub (Live New York 99) — содержащих материал из этого турне.

## История
Дэвид Боуи выпустил свой альбом ‘hours…’ в октябре 1999 года, приступив к его раскруте при помощи небольших, в основном рекламных выступлений. 23 августа он поучаствовал в записи передачи VH1 Storytellers, материал которой в 2009 году был выпущен в виде одноимённого альбома. Это выступление стало последний коллаборацией Боуи и Ривза Гэбрелса (музыканты активно сотрудничали на протяжении 1990-х), на остальных шоу его заменил гитарист Пейдж Хэмилтон, один из основателей альтернативной рок-группы Helmet. Слухи о прекращении сотрудничества изначально отрицались обеими музыкантами, тем не менее, несколько месяцев спустя гитарист Гэбрелса потвердел информацию.
В октябре Боуи появился на шоу «Субботним вечером в прямом эфире» (в рамках 25-го сезона), где исполнил песни «Thursday’s Child» и «Rebel Rebel».
Выступление музыканта в Libro Music Hall (Вена), состоявшееся 17 октября 1999 года, совпало с запуском BowieNet Europe. В качестве подарка подписчикам, оно транслировалось сервисом в прямом эфире.

## Something in the Air (Live Paris 99)
Концерт в Париже (14 октября 1999) был снят и записано на аудио. Три песни с этого выступления были выпущены на сингле «Survive»; полная версия концерта была выпущена в 2020 году (на стриминговых платформах) под названием Something in the Air (Live Paris 99). Концерт примечателен тем, что был записан через день после того, как Боуи получил звание кавалера Ордена искусств и литературы от правительства Франции, за личный вклад в искусство и музыку. В 2021 году альбом был издан на физических носителях (компакт-диске и виниле) в рамках концертной серии Brilliant Live Adventures.

### Список композиций
1. «Life on Mars?»
2. «Thursday’s Child»
3. «Something in the Air»
4. «Word on a Wing»
5. «Can’t Help Thinking About Me»
6. «China Girl»
7. «Always Crashing in the Same Car»
8. «Survive»
9. «Drive-In Saturday»
10. «Changes»
11. «Seven»
12. «Repetition»
13. «I Can’t Read»
14. «The Pretty Things Are Going to Hell»
15. «Rebel Rebel»

Эти концертные версии песен «Thursday’s Child», «Survive» и «Seven» были выпущены как би-сайды к синглу «Survive» (2000). Something in the Air достиг 16-го места в британском чарте UK Albums Chart.

## David Bowie at the Kit Kat Klub (Live New York 99)
В ноябре 1999 года Дэвид Боуи отыграл концерт в небольшом нью-йоркском клубе Kit Kat для членов фан-клуба и победителей конкурса. Шоу было снято как часть серии American Express Blue Concert и транслировалось по телевидению 7 декабря 1999 года, в дополнение к одновременной радиотрансляции по сети SFX Radio. В тот же период урезанная до 9 песен (вместо 12-ти) версия концерта была выпущена в качестве промо-альбома. Веб-трансляция, которая, как сообщается, была одной из первых прямых концертных трансляций, была сопряжена с проблемами и получилась «не особо гладкой». Материал для полноценного альбома, выпущенного 2 апреля 2021 года, был взят из вышеупомянутого промо-диска (выпущенного в конце 1999/ начале 2000 года). David Bowie at the Kit Kat Klub (Live New York 99) отметился на 20-м месте в Великобритании и 93-м в Ирландии.

### Список композиций
1. «Life on Mars?»
2. «Thursday’s Child»
3. «Something in the Air»
4. «China Girl»
5. «Can’t Help Thinking About Me»
6. «Always Crashing in the Same Car»
7. «Survive»
8. «Drive-In Saturday»
9. «Stay»
10. «Seven»
11. «Changes»
12. «Cracked Actor»
13. «Ashes to Ashes»
14. «Repetition»
15. «The Pretty Things Are Going to Hell»
16. «Rebel Rebel»
17. «I’m Afraid of Americans»

- курсивом отмечены песни, исполненные на концерте, но не включённые в альбом.

## Участвующие музыканты
- Дэвид Боуи: ведущий вокал, акустическая гитара
- Ривз Гэбрелс: соло-гитара, только на концерте 23 августа 1999 года
- Пейдж Хэмилтон[англ.]: соло- и ритм-гитара, 9 октября и на остальных концертах
- Марк Плати[англ.]: ритм-гитара, акустическая гитара, бас-гитара, бэк-вокал, музыкальный руководитель[12]
- Гейл Энн Дорси[англ.]: бас-гитара, ритм-гитара, бэк-вокал
- Стерлинг Кэмпбелл: ударные, перкуссия
- Майк Гарсон: клавишные, фортепиано
- Холли Палмер[англ.]: бэк-вокал, перкуссия
- Эмм Гринер[англ.]: бэк-вокал

## Расписание концертов
| Дата             | Страна           | Город             | Место                    | Примечания                                                                                |
| Северная Америка | Северная Америка | Северная Америка  | Северная Америка         | Северная Америка                                                                          |
| ---------------- | ---------------- | ----------------- | ------------------------ | ----------------------------------------------------------------------------------------- |
| 23 августа 1999  | Нью-Йорк         | Соединённые Штаты | Manhattan Center         | VH1 Storytellers                                                                          |
| Европа           |                  |                   |                          |                                                                                           |
| 9 октября 1999   | Лондон           | Англия            | NetAid – Wembley Stadium |                                                                                           |
| 10 октября 1999  | Дублин           | Ирландия          | Dublin HQ                |                                                                                           |
| 14 октября 1999  | Париж            | Франция           | Elysée Montmartre        | Something in the Air (Live Paris 99)                                                      |
| 17 октября 1999  | Вена             | Австрия           | Libro Music Hall         | Запуск сервиса BowieNet Europe                                                            |
| Северная Америка |                  |                   |                          |                                                                                           |
| 19 ноября 1999   | Нью-Йорк         | Соединённые Штаты | Kit Kat Klub             | В рамках American Express Blue Concert David Bowie at the Kit Kat Klub (Live New York 99) |
| Европа           |                  |                   |                          |                                                                                           |
| 2 декабря 1999   | Лондон           | Англия            | The Astoria              |                                                                                           |
| 4 декабря 1999   | Милан            | Италия            | Alcatraz                 |                                                                                           |
| 7 декабря 1999   | Копенгаген       | Дания             | Vega                     |                                                                                           |

## Звучащие в турне песни
| Из альбома Hunky Dory - «Changes» - «Life on Mars?» Из альбома Aladdin Sane - «Drive-In Saturday» - «Cracked Actor» Из альбома Diamond Dogs - «Rebel Rebel» Из альбома Station to Station - «Word on a Wing» - «Stay» Из альбома Low - «Always Crashing in the Same Car» Из альбома Lodger - «Repetition» Из альбома Scary Monsters (and Super Creeps) - «Ashes to Ashes» | Из альбома Let’s Dance - «China Girl» (оригинальная версия выпущена на альбоме The Idiot (1977) Игги Попа; авторы: Игги Поп и Дэвид Боуи) Из альбома Tin Machine - «I Can’t Read» (Боуи, Гэбрелс Ривз) Из альбома Earthling - «I’m Afraid of Americans» (Боуи, Брайан Ино) Из альбома ‘hours…’ - «Thursday’s Child» (Боуи, Гэбрелс) - «Something in the Air» (Боуи, Гэбрелс) - «Survive» (Боуи, Гэбрелс) - «If I’m Dreaming My Life» (Боуи, Гэбрелс) - «Seven» (Боуи, Гэбрелс) - «The Pretty Things Are Going to Hell» (Боуи, Гэбрелс) Прочие песни: - «Can't Help Thinking About Me» (внеальбомный сингл выпущенный в 1966 году) |